# Адажі
А́дажі (латис. Ādaži) — місто у Латвії, адміністративний центр Адазького краю.

## Географія
Місто розташоване у центральній частині країни, на лівому березі річки Гауя, на відстані 21 км від центру Риги на автодорозі A1.

## Клімат
У місті вологий континентальний клімат. Середньорічна температура становить 7.6 °C. Середньорічна норма опадів — 755 мм.
| Кліматограма Адажі | Кліматограма Адажі | Кліматограма Адажі | Кліматограма Адажі | Кліматограма Адажі | Кліматограма Адажі | Кліматограма Адажі | Кліматограма Адажі | Кліматограма Адажі | Кліматограма Адажі | Кліматограма Адажі | Кліматограма Адажі |
| --- | ------------------ | ------------------ | ------------------ | ------------------ | ------------------ | ------------------ | ------------------ | ------------------ | ------------------ | ------------------ | ------------------ |
| С | Л                  | Б                  | К                  | Т                  | Ч                  | Л                  | С                  | В                  | Ж                  | Л                  | Г                  |
| 56 −1 −5 | 46 −1 −5           | 46 3 −3            | 47 10 3            | 59 16 8            | 81 19 13           | 83 22 16           | 82 21 15           | 67 17 11           | 73 10 6            | 61 5 2             | 54 1 −2            |
| Середня макс. і мін. температури повітря (°C) Атмосферні опади (мм), за рік : 755 мм. Джерело: Адажі «Climate-Data.org»(англ.) |                    |                    |                    |                    |                    |                    |                    |                    |                    |                    |                    |

## Історія
Перша письмова згадка про поселення на місці сучасного міста сягає XIII століття.
До 1 липня 2009 року село Адажі входило до складу Ризького району.
Статус міста надано 1 січня 2022 року.
Біля міста розташовано одну з багатонаціональних батальйонних груп розширеної передової присутності НАТО.

## Транспорт
Поблизу міста знаходиться аеропорт Агентства цивільної авіації Латвії (латис. Civilās aviācijas aģentūra).

## Відомі персоналії
Мешканці
- Альберт Каулс — латвійський фермер та політик.